# 沼田征矢雄
沼田 征矢雄（ぬまた そやお、1901年3月8日 - 1982年4月）は、土木工学者、土木技術者、都市計画家。
大学卒業で即講師に任用されるなど頭脳明哲、豪放磊落、趣味も野球、ゴルフなどと多彩。昭和19年（1944年）蒙古聯合自治政府交通部次長として大同に赴任。その後同政府の技監、総務庁次長を経て昭和20年（1945年）には同政府総務庁長に就任、つまりこの時点で技術者出身で日本史上初の「一国の長」となっている。満州国や蒙古聯合自治政府の高官としてこれら地域の開発に尽力した功績は大きく、また面長な顔は当時「満洲三名馬」の一人に数えられた。

## 人物
明治34年（1901年) 3月、文学博士沼田頼輔の次男に生まれる。旧制第一高等学校を経て、大正13年（1924年）東京帝国大学工学部土木工学科を卒業し、直ちに同大学土木工学科講師、大正14年（1925年）、助教授就任。また、日本大学旧工学部の講師を兼任し、水力学や水道工学を講じた。昭和3年（1928年）「橋梁工学」を豊文社から刊行。大学勤務時から特に酒を嗜み、酒に関する逸話は多いがこれにより昭和7年（1932年）学窓を離れ同僚教授とともに群馬県桐生市の水道事業に関わりこれを完成させたが、桐生市の水道創設事業に携わる中で当時新製品であったヒューム管の実用試験などもこのとき行なっている。
昭和8年（1933年）6月に満州に渡り、哈爾浜特別市公署工務処企画科長となる。佐藤俊久処長の下にあって山崎桂一技佐と共に大哈爾浜都市計画の立案を行なうと共に、水道科長として同市の上下水道の計画及び事業を遂行した。
また都市計画事業遂行のため同市に都市建設局が設置された際、佐藤局長就任後に同市工務処長兼都市建設局長に就任。
昭和12年（1937年）7月、満州国国務院民政部土木司都邑科の全満の都市計画の事務が国務院内務局に移管されると選ばれて同局都邑計画科長。ところが満鉄付属地行政の満洲国移管に伴う付属地の公共施設の移管と一貫した都邑計画行政推進に邁進していたところ、急激な都市発展に対応等で再び都市計画行政は交通部に移された昭和13年（1938年）6月に今度は初代都邑計画可長として全満の都市計画を指導した他、地方都市の都邑計画機構の整備を行なうと共に同国都邑計画法の改正に着手した。
昭和14年（1939年）6月、戦時体制の強化に伴ない満州国政府は国務院の企画処を拡充。この時沼田は総務庁参事官となって企画処第二部長となり綜合立地計画とその調査そして化学技術部門を担当。この綜合立地計画は日本の企画院が行なった国土計画であり、このときその先駆的役割を果したことになる。昭和15年（1940年）からは満洲の都市計画に公園緑地計画にも関わり、昭和18年（1943年）になると7月に転じて交通部水路司長となって今度は河川行政を担当した。
終戦後は南下し昭和21年（1946年）5月に日本に帰国。その後は専ら在野にあって建設事業に参画していた。
昭和30年（1955年）六興電気株式会社（現在の株式会社HEXEL Works）の社長に就任し、後に会長としても電気事業に携った。
昭和57年（1982年）4月急死。享年81歳。

## 文献
- 越沢明（1989）『哈爾浜の都市計画』総和社
- 藤田賢二（2010）満洲の上下水道をつくった人たち(6)ハルビン市上下水道を創造した沼田征矢雄『水道公論』46巻6号